# John H. Smith (wiskundige)
John Howard Smith is een Amerikaanse wiskundige, een gepensioneerde professor in de wiskunde aan het Boston College .
Smith behaalde zijn Ph.D. van het Massachusetts Institute of Technology in 1963, onder toezicht van Kenkichi Iwasawa. In de stemtheorie staat hij bekend om de (Methode Condorcet-gerelateerde concepten) Smith-set, de kleinste niet-lege set kandidaten, zodat bij elke paarsgewijze vergelijking (verkiezing/run-off van twee kandidaten) tussen een lid en een niet-lid, het lid de winnaar is volgens de meerderheidsregel, en voor het Smith-criterium, een eigenschap van bepaalde verkiezingssystemen waarbij de winnaar gegarandeerd tot de Smith-set behoort.  Hij heeft ook bijdragen geleverd aan de spectrale grafentheorie  en de additieve getaltheorie.